# Bussana
Bussana is een plaats (frazione) in de Italiaanse gemeente Sanremo.
De plaats werd zwaar beschadigd in een aardbeving in 1887. Het oude dorp, Bussana Vecchia, werd daarop verlaten.